# Eunidia philippinarum
Eunidia philippinarum là một loài bọ cánh cứng trong họ Cerambycidae.